# 辛店路
辛店路是位于中国北京市朝阳区的一条道路。

## 简介
2005年，“辛店村路东延道路工程”（辛店村路是科荟路原先规划时的名称）获得北京市规划委员会批复，西起北苑路，向东经关庄西路、北湖渠西路、京承高速公路、朝科开发西外环路，东到望京外环路，道路全长约3570米。该路设计标准为城市主干路，设计行车速度60公里/小时，宽度35米。这条路即辛店路。
2008年北京奥运会前，辛店路的北苑路至北湖渠西路段1.9公里已接规划实施。剩余工程为北湖渠西路至望京西路段，全长1.6公里。2015年至2016年，该路段加紧施工。